# Вернер, Оскар
О́скар Ве́рнер (нем. Oskar Werner, настоящее имя Оскар Йозеф Бшлиссмайер; 13 ноября 1922, Вена, Австрия — 23 октября 1984, Марбург, Германия) — австрийский актёр театра и кино, исполнитель ключевых ролей в фильмах «451° по Фаренгейту», «Жюль и Джим», «Корабль дураков» и «Шпион, пришедший с холода».
Лауреат премии «Золотой глобус», номинант на премию «Оскар». В прессе при жизни именовался «величайшим австрийским актёром современности» и «Лоренсом Оливье Евразии».

## Биография
Дебютировал на сцене в венском «Бургтеатре» в 1941 году (взяв псевдоним Оскар Вернер) благодаря своему наставнику, режиссёру и актёру — Лотару Мютелю. В театре Вернер проработал с небольшими перерывами на протяжении долгих лет.
В кино — с 1948 года. Получил мировую известность после исполнения одной из главных ролей в фильме Франсуа Трюффо «Жюль и Джим». В дальнейшем продолжил сотрудничество с режиссёром, снявшись в фильме «451° по Фаренгейту».
Вернер получил признание также в Великобритании и в США, где его роль в фильме «Корабль дураков» Стэнли Крамера была номинирована на соискание премий BAFTA и «Оскар» за лучшую мужскую роль. Кроме того, Вернер был удостоен «Золотого глобуса» за лучшую роль второго плана в фильме «Шпион, пришедший с холода».
Пробовал силы в режиссуре, сняв в 1958 году телефильм «Верный Иуда» (нем. Ein gewisser Judas), где также сыграл главную роль.
22 октября 1984 года, пребывая на кратковременных гастролях в Марбурге, 61-летний Вернер почувствовал себя нехорошо и отменил запланированное чтение поэзии в маленьком драмклубе города. На следующий день Оскар Вернер скоропостижно скончался от сердечного приступа в своём гостиничном номере. За два дня до этого из жизни ушёл ближайший друг актёра, именитый режиссёр Франсуа Трюффо.

### Личная жизнь
В 1970-х годах переселился в общину Тризен, в княжестве Лихтенштейн, откуда практически не выезжал.
Был дважды женат, имел сына и дочь. В последние годы жизни страдал от алкоголизма.

## Награды
- Премия «Оскар» (номинация) — за лучшую мужскую роль в фильме «Корабль дураков» (1965).
- Премия «Золотой глобус» — за лучшую роль второго плана в фильме «Шпион, пришедший с холода» (1965).
- Изображен на австрийской почтовой марке 1997 года.

## Фильмография
| Год  |   | Русское название                                    | Оригинальное название             | Роль                 |
| ---- | - | --------------------------------------------------- | --------------------------------- | -------------------- |
| 1949 | ф | Героическая симфония                                | Eroica                            | Карл                 |
| 1951 | ф | Украденный год                                      | Das gestohlene Jahr               | Питер                |
| 1951 | ф | Решение перед рассветом                             | Decision Before Dawn              | Карл Маурер          |
| 1955 | ф | Дай руку, жизнь моя                                 | Reich mir die Hand, mein Leben    | Моцарт               |
| 1955 | ф | Лола Монтес                                         | Lola Montès                       | студент              |
| 1955 | ф | Шпионаж                                             | Spionage                          | Зено фон Баумгартен  |
| 1957 | ф | Последний акт                                       | Der letzte Akt                    | гауптман Рихард Вюст |
| 1961 | ф | Жюль и Джим                                         | Jules et Jim                      | Жюль                 |
| 1965 | ф | Корабль дураков                                     | Ship of Fools                     | доктор Шуманн        |
| 1965 | ф | Шпион, пришедший с холода                           | The Spy Who Came in from the Cold | Фидлер               |
| 1966 | ф | 451 градус по Фаренгейту                            | Fahrenheit 451                    | пожарный Монтэг      |
| 1968 | ф | Башмаки рыбака                                      | The Shoes of the Fisherman        | о. Дэвид Телемонд    |
| 1968 | ф | Интерлюдия                                          | Interlude                         | Stefan Zelter        |
| 1975 | с | Коломбо: Повторный просмотр (4-й сезон, 30-я серия) | Columbo: Playback                 | Харольд ван Вик      |
| 1976 | ф | Путешествие проклятых                               | Voyage of the Damned              | профессор Крейслер   |